# 2456 Palamedes
2456 Palamedes là một tiểu hành tinh Troia của Sao Mộc có quỹ đạo L4 Điểm Lagrange thuộc hệ Mặt trời-Sao Mộc, ở "Nhóm Hy Lạp". Nó được đặt theo tên anh hùng Palamedes Hy Lạp cổ đại, người đã tham gia chiến tranh thành Troia. Nó được phát hiện bởi Đài thiên văn Núi Tím ở Nam Kinh, Trung Quốc ngày 30 tháng 1 năm 1966.